# Protestele din Turcia din 2013
Protestele din Turcia din 2013 au început pe 28 mai la Istanbul, unde sute de persoane și-au exprimat nemulțumirea față de planul de defrișare a parcului Gezi, și continuă și în prezent (22 iunie). 
Protestele, care inițial erau față de reducerea suprafețelor verzi din parc, au devenit o acțiune îndreptată împotriva premierului Recep Tayyip Erdoğan, criticat pentru politicile cu caracter islamist. Erdoğan, aflat la putere din anul 2002, este liderul Partidului pentru Dreptate și Dezvoltare (AK), format pe structurile unei foste mișcări islamiste.

## Cauze

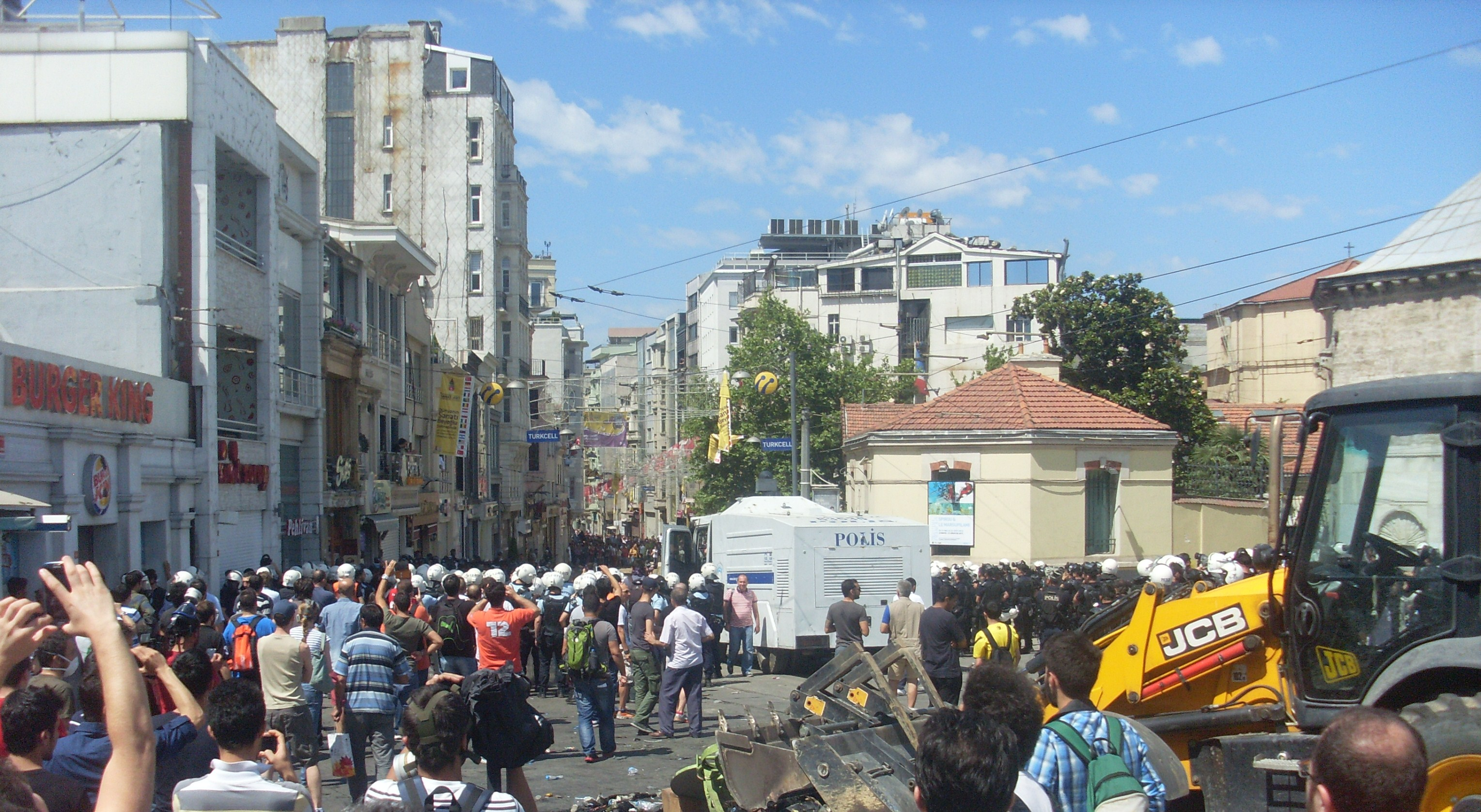
Proteste lângă parcul Gezi

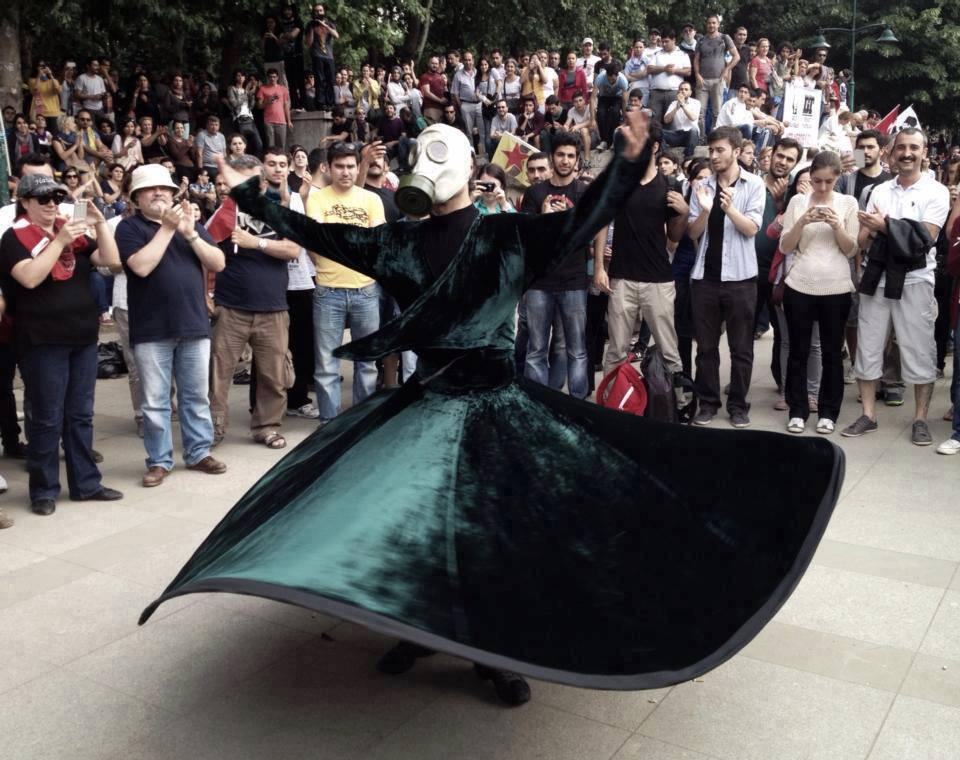
Proteste sufi

In săptămâna premergătoare protestelor, Parlamentul turc a aprobat o lege care interzice vânzarea și consumul de băuturi alcoolice între orele 22:00 și 6:00, situație care i-a nemulțumit pe tinerii turci. Acuzat de atitudine islamistă, Erdoğan a dat asigurări că este determinat să respecte caracterul secular al statului turc.

## Desfășurare

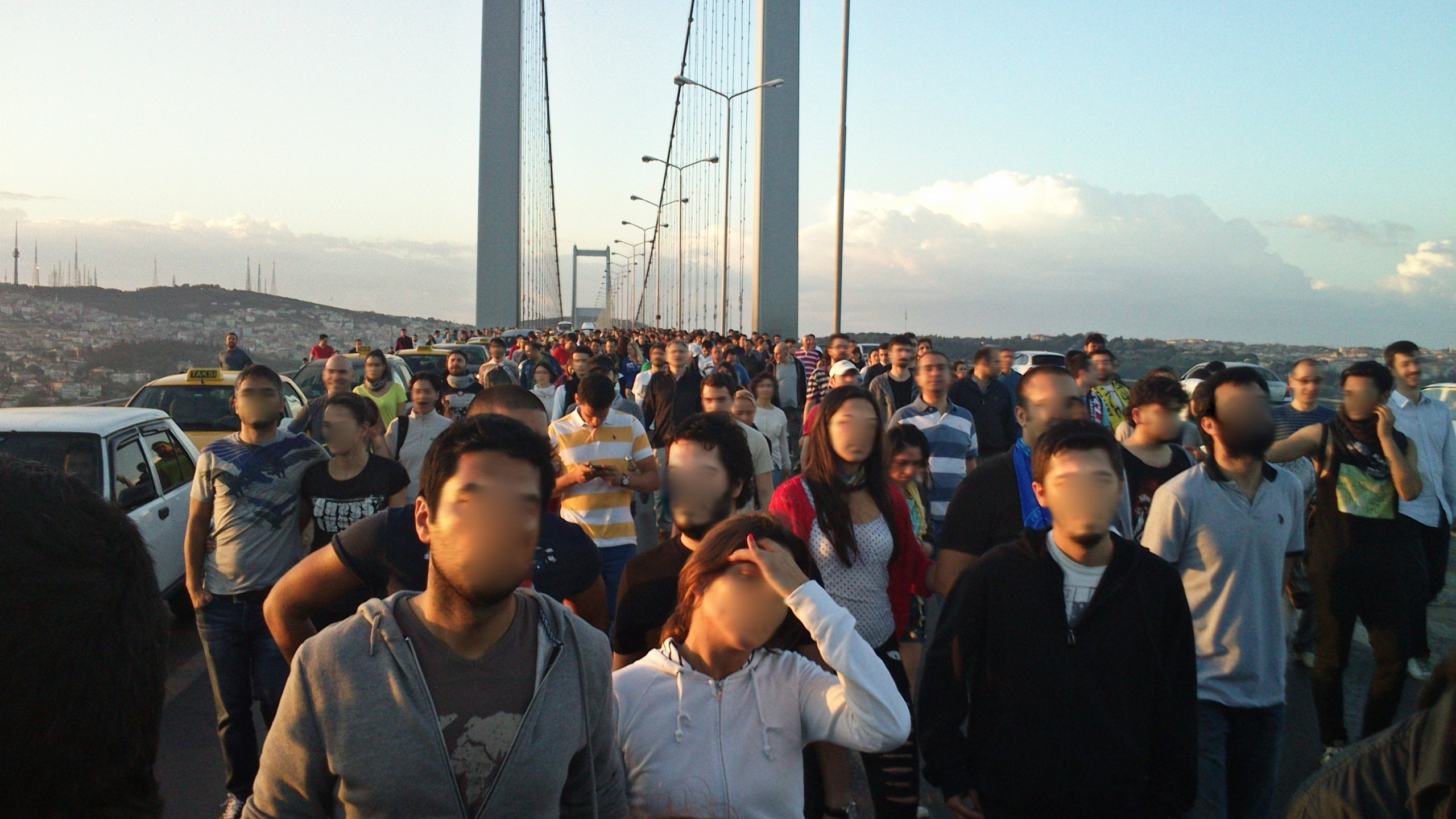
Protestatari pe podul Bosfor

Manifestațiile au fost declanșate de intervenția în forță a poliției pentru evacuarea a câtorva sute de activiști care ocupau de trei zile Parcul Gezi, din Piața Taksim, în încercarea de a împiedică tăierea a 600 de copaci ce nu permiteau ridicarea unui controversat proiect imobiliar, inclusiv a unui mall.
Vineri (31 mai), poliția a intervenit pentru dispersarea manifestanților adunați în Parcul Gezi. Protestatarii au atacat cu sticle și pietre forțele de ordine, care au ripostat cu gaze lacrimogene și tunuri de apă.
Sâmbătă (1 iunie), protestele au continuat, poliția intervenind pentru a opri sute de manifestanți care încercau să traverseze un pod peste Strâmtoarea Bosfor pentru a ajunge în Piața Taksim. Violențe s-au înregistrat și în cartierul Beşiktaş din Istanbul.
La Ankara, sute de oameni au ieșit pe străzi sâmbătă dimineață în semn de solidaritate cu manifestanții din Istanbul.
Premierul Erdoğan a spus, în prima sa reacție publică, că "nu se lasă impresionat de câțiva vagabonzi (= tc: çapulcu)", fapt care a dus la o preluare a termenului de çapulcu și inversare a sensului lui, similar cu cazul Pieței Universității 1990 (Iliescu i-a numit atunci pe demonstranti "golani", ceea ce a dus la termenul pozitiv de "golan" si "golaniadă", și la declarația tuturor susținătorilor anticomuniști că sunt și ei "golani"). Termenul çapulcu a devenit çapuling și a fost apoi anglicizat și a devenit în scurt timp internațional: Chapulling ("a demonstra pentru drepturi și libertăți, în Turcia anului 2013").

### Demonstrații
Cele mai de amploare proteste au avut loc în Istanbul, fiind urmat de Hatay, Ankara și Izmir.
Orașe majore din Turcia în care au avut loc proteste:
- İstanbul[50][51]
- Hatay[18][49][52]
- Ankara[13]
- Izmir[14]
- Bursa[15]
- Tekirdağ[16]
- Eskisehir[17]
- Mersin[53]
- Gaziantep[19]
- Denizli[20]
- Adana[54]
- Muğla[21]
- Antalya[55]
- Çorum[22]

| Harta locațiilor majore a protestelor |
| --- |
| IstanbulAnkaraBursaİzmirÇeșmeEskișehirBodrumSinopGerzeMilasMalatyaArtvinHopaBorçkaZonguldakBergamaBalıkesirKütahyaKușadasıAntalyaTrabzonRizeFındıklıGiresunAdanaKayseriBoluİzmitTunceliIspartaTekirdağGaziantepManisaMuğlaAntakyaSamandağTarsusNiğdeÇorumMersinKayseriSivasȘanlıurfaSamsunGölbașıErzurumErzincanKarsIğdırDenizliAydınİskenderunFethiyeÇanakkaleBartınAlanyaÇorluSalihliEdirne Locațiile protestelor majore |

Alte orașe dinafara Turciei unde au avut loc proteste:
- San Francisco[56]
- Chicago[57]
- New York City[58]
- Washington D.C.[59]
- Sofia[60]
- Amsterdam[61]
- Bruxelles[62]
- Milan[63]
- Zürich[64]
- Berlin[65]
- Stuttgart[66]
- Paris[67]
- Londra[68]
- Ottawa[69]
- Atena[70]

## Urmări
Ca situație, la 2 iunie au fost reținuți 939 de oameni în mai multe orașe. În timpul acestor proteste, 26 de polițiști și 53 de cetățeni au fost răniți (19 dintre ei sunt din Istanbul). Un rănit este în stare critică, a declarat ministrul turc de Interne, Muammer Güler.
Turkish Medical Association (TMA) a comunicat ca până în 4 iunie ora 9:00, erau: 
- răniți în 12 orașe
- 4777 persoane s-au prezentat la medic cu răniri
- 6 persoane au decedat (20 iunie): 
  - Mehmet Ayvalitas (20 ani)[73]
  - Abdullah Cömert (22)
  - Ethem Sarısülük (26)
  - Mustafa Sarı (polițist)
  - İrfan Tuna
  - Zeynep Eryașar (55)
- 43 de persoane sunt rănite grav.
- 3 persoane sunt în stare critică (2 persoane în Ankara, una în Eskișehir)
- 15 persoane au suferit traume craniene (grave/fracturi)
- 10 persoane au pierdut un ochi.

Sase zile mai târziu, în 10 iunie, conform TMA, erau între timp: 
- 4947 răniți
- 6 decese (20 iunie)
- 53 de persoane rănite grav
- 7 persoane în stare critică
- 23 de persoane cu traume craniene

Reporteri Fără Frontiere au anunțat în 6.06.2013  că 14 jurnaliști, turci sau străini, au fost răniți la demonstrații, până la acea dată. În topul libertății presei, emis de Reporterii Fără Frontiere, Turcia se află pe locul 154 din 179 de țări.
Polițiștii aplică un tratament brutal celor arestați: în 6 iunie, partidul de opoziție CHP (Partidul popular republican) a adus în discuție în parlamentul turc relatarea dramatică a unui tânăr arestat de poliție și bătut în mod brutal și sistematic. Tânărul descrie cum a fost martor al unui viol și al rănirii voite a altui arestat, lăsat apoi să sângereze în duba poliției.

## Reacții
- Premierul, Erdoğan a admis că poliția a utilizat metode „extreme” pentru reprimarea manifestațiilor: „Este adevărat că au fost comise erori și că poliția a recurs la metode extreme”, a spus acesta.
- Omran al-Zohbi, ministrul sirian al Informațiilor, a cerut demisia premierului Recep Tayyip Erdogan, motivând că autoritățile turce acționează în mod „terorist” împotriva propriului popor.
- Jen Psaki, un purtător de cuvânt al Departamentului de Stat, a declarat „Credem că stabilitatea pe termen lung a Turciei, siguranța și prosperitatea pot fi garantate doar prin respectarea drepturilor fundamentale. Dreptul la manifestații este unul dintre acestea. Aceste drepturi sunt foarte importante într-o democrație sănătoasă”[77].
- Oficialii UE au reacționat pe tema confruntărilor violente dintre poliția turcă și protestatari, cerând respectarea dreptului de participare la manifestații. Totodată, și organizația pentru drepturile omului Amnesty International a condamnat brutalitatea poliției turce.
- În contextul în care Ankara susține insurgenții sirieni, regimul de la Damasc a profitat de ocazie pentru a-l acuza pe Erdoğan că acționează în mod "terorist" împotriva propriului popor.

## Paralele cu Piața Universității, 1990, București
Câteva elemente au amintit cunoscătorilor istoriei recente a României similitudini intre protestele din piața Taksim și cele din piața Universității din București, din primăvara anului 1990. Însuși termenul de "Golaniada" din 1990 seamănă cu protestele numite "Chapulling" în 2013. Autorul unui articol din Bloomberg, Marc Champion remarcă: "problema pentru opozanții guvernării în ambele cazuri (Universitate/Taksim) este ca ei au fost și sunt într-o minoritate foarte distincta, chiar dacă revendicarile lor sunt și erau foarte juste. Frontul Salvării Naționale a lui Iliescu a câștigat alegerile cu 67% din voturi în mai 1990. Partidul Dreptății și Dezvoltării al lui Erdogan a câștigat 50% din voturi la ultimele alegeri din 2011." Dan Perjovschi remarcă în Revista 22 coincidența dintre comemorarea a 23 de ani de la 13-15 iunie 1990 (Mineriada) și situația din piața Taksim în aceleași zile.